# Cmentarz żydowski w Skorogoszczy
Cmentarz żydowski w Skorogoszczy – znajduje się przy ul. Brzozowej, w okolicy drogi krajowej nr 94 prowadzącej w kierunku Opola. W jego pobliżu położone jest osiedle domów jednorodzinnych.
Na pagórku porośniętym przez krzewy i drzewa obecnie pozostało jedynie kilka fragmentów macew. Na jego terenie zlokalizowany jest także poniemiecki bunkier.